# La Charge sur la rivière rouge
Pour plus de détails, voir Fiche technique et Distribution.
La Charge sur la rivière rouge (titre original : The Charge at Feather River) est un film américain réalisé en relief (3D) par Gordon Douglas, sorti en 1953.

## Synopsis
Deux jeunes filles sont prisonnières des Cheyennes depuis de nombreuses années. À la demande du commandant du fort, le capitaine Archer, pourtant revenu à la vie civile, accepte de diriger une expédition chargée de les délivrer. Il doit se contenter de la lie de la garnison pour monter son équipe. Cependant, celle-ci parvient à délivrer les deux jeunes filles. L'une d'elles est devenue une véritable Indienne ; de plus, elle est promise au chef. Elle fait tout pour compromettre la réussite de l'expédition...

## Fiche technique
Source principale de la fiche technique :
- Titre : La Charge sur la rivière rouge
- Titre belge : L'Attaque de la rivière rouge
- Titre original : The Charge at Feather River
- Réalisation : Gordon Douglas
- Scénario : James R. Webb
- Direction artistique : Stanley Fleischer
- Musique : Max Steiner
- Décors : Lyle B. Reifsnider
- Costumes :
- Photographie : J. Peverell Marley
- Son : Charles Lang
- Montage : Folmar Blangsted
- Production : David Weisbart
- Société de production : Warner Bros.
- Distribution :  États-Unis : Warner Bros.
- Budget :
- Pays de production :  États-Unis
- Format : Couleur (Eastmancolor) - Système 3D Natural Vision - Son : 4-Track Stereo - 1,37:1 - Format 35 mm
- Genre : western
- Durée : 95 minutes
- Dates de sortie :
  - États-Unis : 11 juillet 1953 (première à Vernon le 30 juin 1953)
  - France : 9 juillet 1954
- Box-office : USA : 3,65 millions de $[2]

## Distribution
Source principale de la distribution :
- Guy Madison : Miles Archer
- Frank Lovejoy : sergent Charlie Baker
- Helen Westcott : Anne McKeever
- Vera Miles : Jennie McKeever
- Dick Wesson : soldat Cullen
- Onslow Stevens : Grover Johnson
- Steve Brodie : soldat Ryan
- Ron Hagerthy : Johnny McKeever
- Fay Roope : lieutenant colonel Kilrain
- Neville Brand : soldat Morgan
- Henry Kulky : soldat Smiley
- Lane Chandler : soldat Zebulon Poinsett
- Fred Carson : Chef Thunder Hawk
- James Brown : soldat Connors
- Ralph Brooks : soldat Wilhelm
- Carl Andre : soldat Hudkins
- Ben Corbett : soldat Carver
- Fred Kennedy : Leech
- Dub Taylor : Danowicz
- John Damler : Dabney
- David Alpert : soldat Griffin
- Louis Tomei : soldat Curry
- Vivian Mason : Mme Joan 'Mamie' Baker

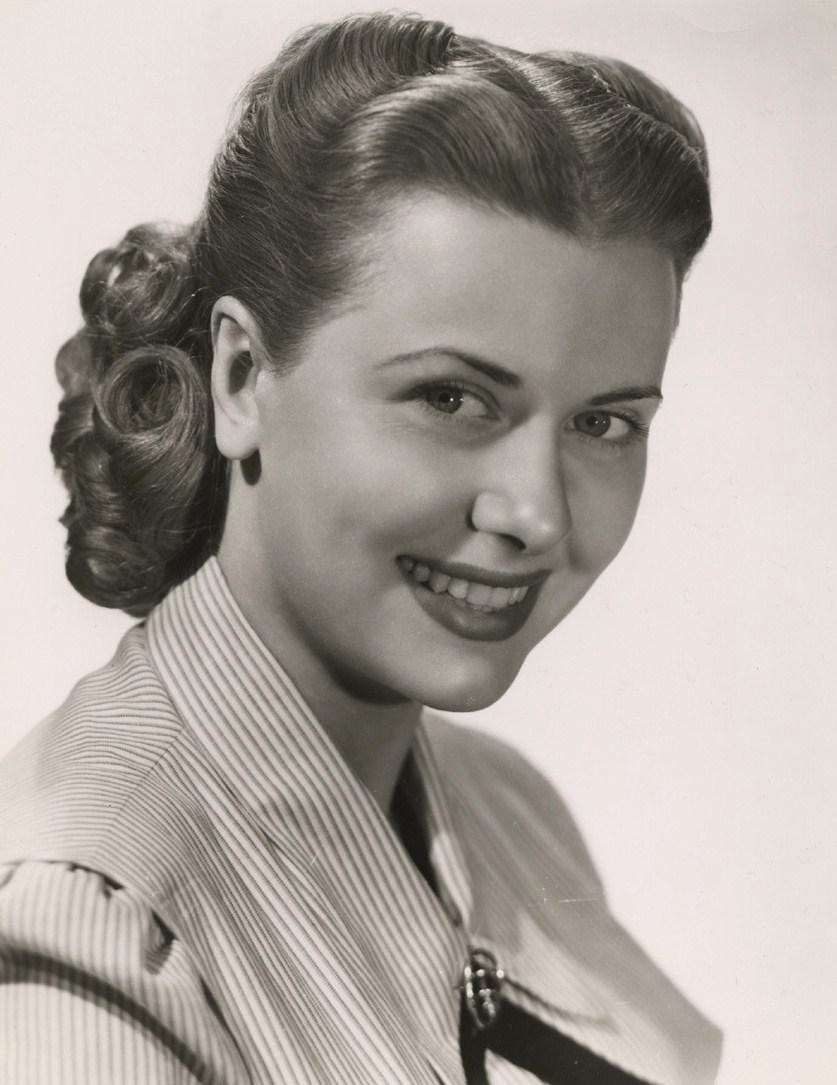
Helen Westcott joue Anne McKeever
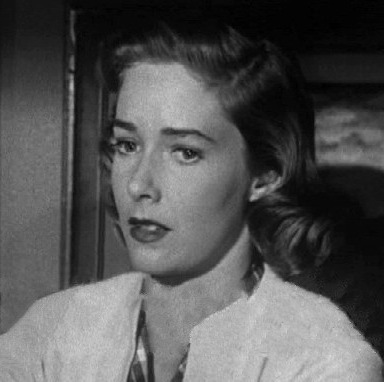
Vera Miles joue Jennie McKeever

## Anecdote
Ce film constitue la troisième utilisation du fameux Cri de Wilhelm, apparu pour la première fois dans le film Les Aventures du capitaine Wyatt de 1951, mais constitue à la fois la première utilisation officielle de l'enregistrement du cri par la bibliothèque de sons de Warner Bros et c'est d'après l'un des personnages du film, ici le soldat Wilhelm, que l'enregistrement obtint son nom actuel par Ben Burtt, le designer sonore de la saga Star Wars,,.